# Mouriri angustifolia
Mouriri angustifolia är en tvåhjärtbladig växtart som beskrevs av Richard Spruce och José Jéronimo Triana. Mouriri angustifolia ingår i släktet Mouriri och familjen Melastomataceae.
Artens utbredningsområde är Colombia. Inga underarter finns listade i Catalogue of Life.